# Boselewa jezik
Boselewa jezik (bosalewa, bosilewa, mwani’u; ISO 639-3: bwf), austronezijski jezik skupine papuan tip, podskupine dobu-duau kojim govori 610 (1999 SIL) od 1 525 etničkih Boselewa, na sjevernoj obali otoka Fergusson u provinciji Milne Bay, Papua Nova Gvineja.
Leksik je najsličniji galeya [gar] jeziku (61%). U upotrebi su i drugi susjedni jezici. Pismo: latinica.

## Vanjske poveznice
- Ethnologue (14th)
- Ethnologue (15th)